# Rödersdorf (Gebsattel)
Rödersdorf ist ein Gemeindeteil der Gemeinde Gebsattel im Landkreis Ansbach (Mittelfranken, Bayern). Rödersdorf liegt in der Gemarkung Gebsattel.

## Geographie
Einen halben Kilometer südwestlich des Dorfs befindet sich der Teufelsstein (504 m ü. NHN). Im Ort entspringt der Rödersdorfer Graben. Eine Gemeindeverbindungsstraße führt nach Faulenberg zur Kreisstraße AN 7 (2,6 km südlich) bzw. zur AN 33 bei Gebsattel (2,5 km nordwestlich). Eine weitere Gemeindeverbindungsstraße führt nach Pleikartshof (0,8 km östlich).

## Geschichte
Im Geographischen Lexikon von 1801 wird der Ort folgendermaßen beschrieben: „Rödersdorf, Rothenburgischer Weiler, anderthalb Stunden von der Stadt innerhalb der Landheeg gegen Leutershausen gelegen, von 13 Gemeindrechten. Der Ort war ehedessen nach Kirnberg, jetzt ist er nach Gebsattel eingepfarrt. Die Gefälle (jura stolae) theilen daher noch heutiges Tags der Pfarrer von Gebsattel und der lutherische von Kürnberg miteinander. Die Lehensherrschaft ist Comburg. Schutz, Schirm und Fraisch hat Rothenburg.“
Mit dem Gemeindeedikt (frühes 19. Jahrhundert) wurde Rödersdorf dem Steuerdistrikt und der Ruralgemeinde Gebsattel zugewiesen.

## Einwohnerentwicklung
| Jahr      | 001818 | 001840 | 001861 | 001871 | 001885 | 001900 | 001925 | 001950 | 001961 | 001970 | 001987 |
| Einwohner | 50     | 54     | 60     | 63     | 66     | 53     | 61     | 70     | 51     | 53     | 70     |
| Häuser    | 11     | 11     |        |        | 12     | 12     | 12     | 12     | 12     |        | 15     |
| Quelle    | [ 8 ]  | [ 9 ]  | [ 10 ] | [ 11 ] | [ 12 ] | [ 13 ] | [ 14 ] | [ 15 ] | [ 16 ] | [ 17 ] | [ 1 ]  |

## Religion
Der Ort ist römisch-katholisch geprägt und bis heute nach St. Laurentius (Gebsattel) gepfarrt. Die Protestanten sind nach St. Maria und Michael (Kirnberg) gepfarrt.